# Liste de personnalités liées à Verdun

Cet article liste les personnalités qui sont nées, mortes, ont vécu ou ont fortement influencé la ville de Verdun.
Les comtes de Verdun et les maires de la commune ne sont pas listés dans cet article.
Liste de personnalités qui liées à Verdun.
- Haut – A
- B
- C
- D
- E
- F
- G
- H
- I
- J
- K
- L
- M
- N
- O
- P
- Q
- R
- S
- T
- U
- V
- W
- X
- Y
- Z

## A
- Louis Acosta (1991 -), joueur du rugby à XV évoluant au poste de centre et d'ailier né à Verdun.
- Henri Adeline (1898 - 1971), général de brigade de la Première et Seconde Guerre mondiale né à Verdun.
- Charles Nicolas d'Anthouard de Vraincourt, (1773 - 1852), général de division de la Révolution et de l'Empire né à Verdun.

- Haut – A
- B
- C
- D
- E
- F
- G
- H
- I
- J
- K
- L
- M
- N
- O
- P
- Q
- R
- S
- T
- U
- V
- W
- X
- Y
- Z

## B
- Marcel Baltazard (1908 - 1971), médecin et biologiste, directeur de l'Institut Pasteur d'Iran et chef du département d'épidémiologie à l'Institut Pasteur de Paris né à Verdun.
- Louis Beaudonnet (1923 - 2014), général de la Gendarmerie nationale né à Verdun.
- Nicolas Beauzée (1717 - 1789), grammairien, membre de l'Académie française né à Verdun.
- Jacques Nicolas Bellavène (1770 - 1826), général de division de la Révolution et de l'Empire né à Verdun.
- Charles Louis Benoit (1808 - 1889), homme politique, député de la Meuse, maire de Verdun, mort à Verdun.
- Élisabeth Brasseur (1896 - 1972), chef de chœur née à Verdun.
- Gustave Adolphe Briot de Monrémy (1810 - 1858), homme politique, député de la Meuse, maire de Verdun, mort à Verdun.
- Isidore Buvignier (1812 - 1860), homme politique né à Verdun.
- Jean Buvignier (1823 - 1902), homme politique né à Verdun.
- Nicolas-Armand Buvignier (1808 - 1880), géologue, paléontologue et spéléologue, maire de Verdun de 1876 à 1878 né à Verdun.

- Haut – A
- B
- C
- D
- E
- F
- G
- H
- I
- J
- K
- L
- M
- N
- O
- P
- Q
- R
- S
- T
- U
- V
- W
- X
- Y
- Z

## C
- Jean-Joseph Cajot (1726 - 1779), écrivain, bénédictin de la congrégation de Saint-Vanne né à Verdun.
- Félix Chadenet (1798 - 1874), homme politique, député de la Meuse né à Verdun.
- Germain Chardin (1983 -), athlète, spécialiste de l'aviron, médaillé olympique et champion du monde né à Verdun.
- Adolphe Charlet (1908 - 2009), sculpteur né à Verdun.
- Claude-Louis de Chartongne (1742 - 1819), général de brigade de la Révolution et de l'Empire, mort à Verdun.
- François de Chevert (1695 - 1769), général de Louis XV né à Verdun.
- Maxime Collignon (1849 - 1917), archéologue et historien de l'art, membre de l'Institut de France et de l'École française d'Athènes né à Verdun.

- Haut – A
- B
- C
- D
- E
- F
- G
- H
- I
- J
- K
- L
- M
- N
- O
- P
- Q
- R
- S
- T
- U
- V
- W
- X
- Y
- Z

## D

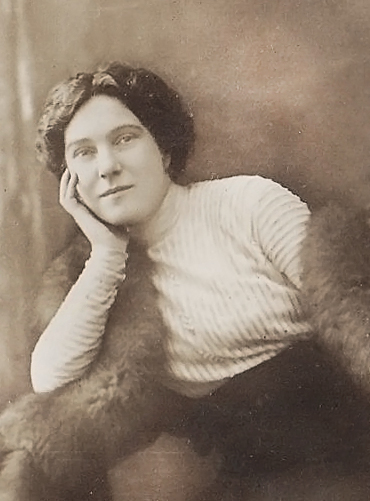
Suzanne Desprès (1875-1951), actrice.

- César Daly (1811 - 1894), architecte né à Verdun.
- Suzanne Desprès (1875 - 1951), actrice née à Verdun.
- Émile Driant (1855 - 1916), officier militaire, homme politique, écrivain, mort le deuxième jour de la bataille de Verdun.
- Joseph-Hyacinthe Du Chambge (1830-1892), général de brigade né à Verdun.
- René Dufaure de Montmirail (1876 - 1917), dirigeant sportif, fondateur de l'Olympique de Marseille né à Verdun.
- Louis-Émile Durandelle (1839 - 1917), photographe né à Verdun.

- Haut – A
- B
- C
- D
- E
- F
- G
- H
- I
- J
- K
- L
- M
- N
- O
- P
- Q
- R
- S
- T
- U
- V
- W
- X
- Y
- Z

## E
- Nicole Eisenman (1965 -), plasticienne née à Verdun.

- Haut – A
- B
- C
- D
- E
- F
- G
- H
- I
- J
- K
- L
- M
- N
- O
- P
- Q
- R
- S
- T
- U
- V
- W
- X
- Y
- Z

## F
- Adrien Falières (1983 -), joueur du rugby à XV évoluant au poste de pilier né à Verdun.
- Louis Fargue (1827-1910), ingénieur hydrologue né à Verdun.
- Jean-Claude Fiaux (1938 -), artiste peintre et lithographe né à Verdun.
- Hugues de Flavigny (1064 - fin XIe), moine bénédictin et historien né à Verdun.

- Haut – A
- B
- C
- D
- E
- F
- G
- H
- I
- J
- K
- L
- M
- N
- O
- P
- Q
- R
- S
- T
- U
- V
- W
- X
- Y
- Z

## G

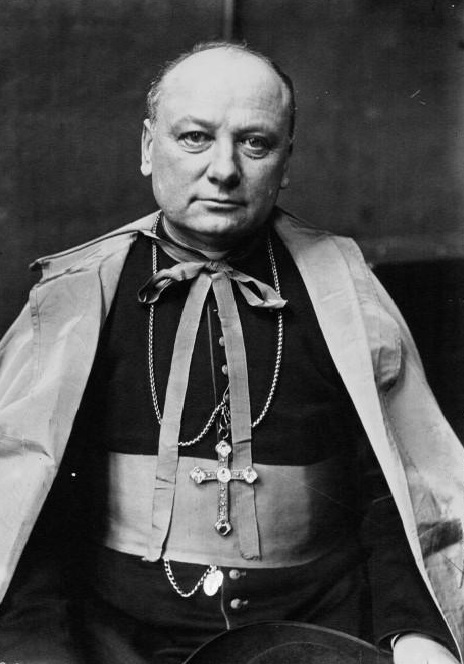
Charles Ginisty (1864-1946), évêque de Verdun.

- Antoine Pierre Gallois (1730 - ?), général de brigade de la Révolution né à Verdun.
- Jean-François Gerbillon (1654 - 1707), missionnaire jésuite en Chine,  astronome et mathématicien à la cour de l'empereur chinois Kangxi né à Verdun.
- Charles Ginisty (1864 - 1946), prélat catholique, évêque de Verdun de 1914 à 1946, mort à Verdun.
- Brigitte Girardin (1953 -), femme politique, ministre, diplomate et haut fonctionnaire né à Verdun.
- Jean Grillon (1875 - 1924), homme politique et haut fonctionnaire, sous-préfet de Verdun.

- Haut – A
- B
- C
- D
- E
- F
- G
- H
- I
- J
- K
- L
- M
- N
- O
- P
- Q
- R
- S
- T
- U
- V
- W
- X
- Y
- Z

## H

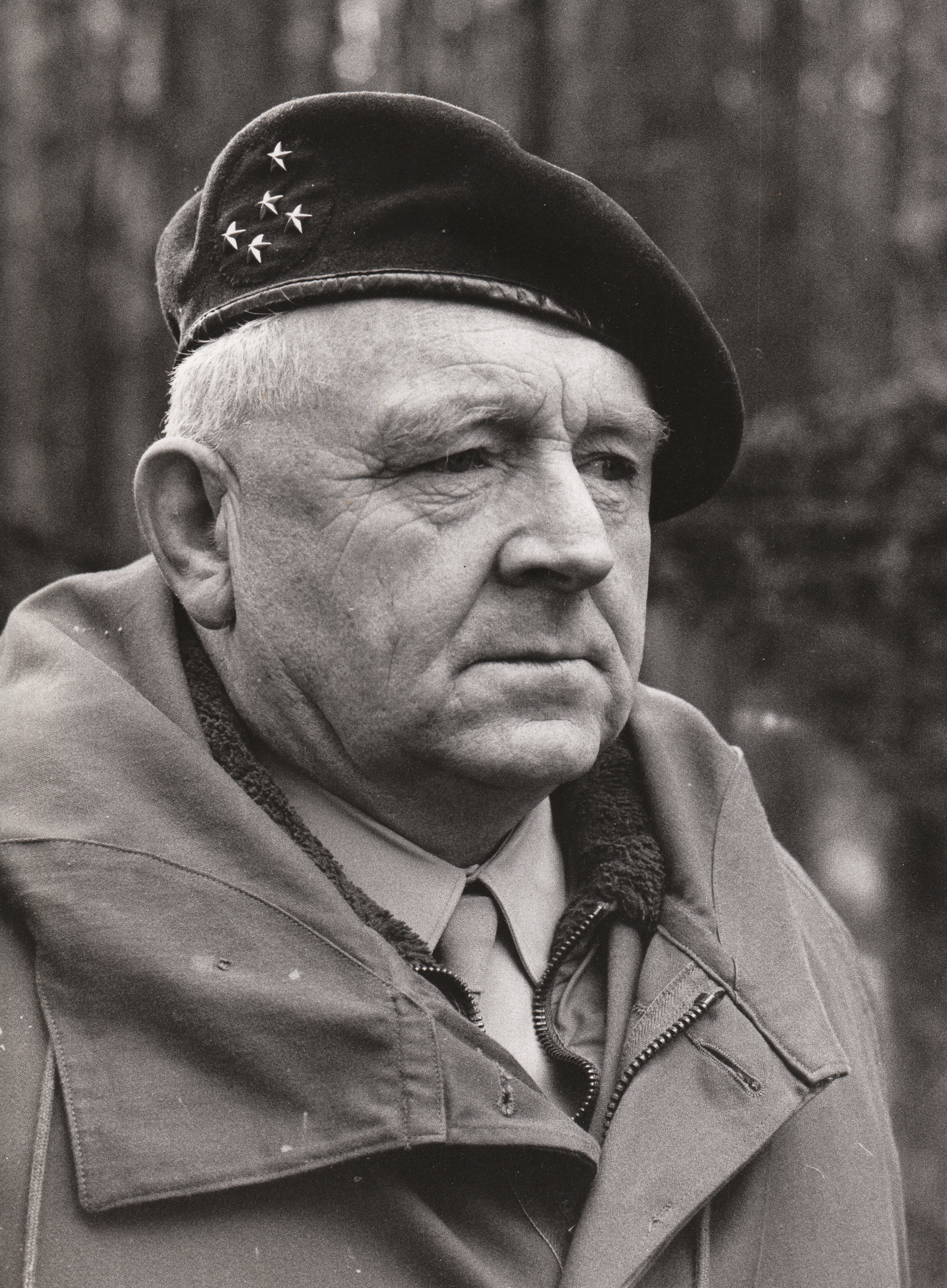
Emmanuel Hublot (1911-2003), général d'armée.

- Charles-François d'Hallencourt de Dromesnil (1674 - 1754), comte de Verdun, prince et prélat du Saint-Empire, 93e évêque de Verdun de 1721 à 1754, mort à Verdun.
- Jean-Baptiste Charles Hallot (1729 - 1799), général de division de la Révolution né à Verdun.
- Christian Harbulot (1952 -), directeur de l'École de guerre économique né à Verdun.
- Jean-Pierre Henri (1757 - 1835), général de brigade de la Révolution et de l'Empire, mort à Verdun.
- Robert Heuzé (1873 - 1916), homme politique, parlementaire français.
- Emmanuel Hublot (1911 - 2003), général d'armée puis conseiller d'État en service extraordinaire né à Verdun.

- Haut – A
- B
- C
- D
- E
- F
- G
- H
- I
- J
- K
- L
- M
- N
- O
- P
- Q
- R
- S
- T
- U
- V
- W
- X
- Y
- Z

## J
- Louis Eugène Janvier de La Motte (1849 - 1894), homme politique, député de Maine-et-Loire né à Verdun.

- Haut – A
- B
- C
- D
- E
- F
- G
- H
- I
- J
- K
- L
- M
- N
- O
- P
- Q
- R
- S
- T
- U
- V
- W
- X
- Y
- Z

## L
- Lucien Lantier (1879 - 1960), artiste peintre, directeur du musée de la Princerie de Verdun en 1936, enterré à Verdun.
- Léonard Lebondidier (1759 - 1837), général de brigade de la Révolution et de l'Empire, mort à Verdun.
- Jean-Baptiste-Antoine Lefaucheux (1752 - 1834), préfet de Vendée, préfet et député des Vosges.
- Louis Hector Leroux (1829 - 1900), peintre d'histoire et portraitiste né à Verdun.
- Félix Liénard (1812 - 1894), érudit, conservateur du musée de Verdun né à Verdun.

- Haut – A
- B
- C
- D
- E
- F
- G
- H
- I
- J
- K
- L
- M
- N
- O
- P
- Q
- R
- S
- T
- U
- V
- W
- X
- Y
- Z

## M
- Henry Madin (1698 - 1748), compositeur né à Verdun.
- Édith Masson (1967 -), écrivaine née à Verdun.
- Maurad (1972 -), animateur de radio et de télévision,  né à Verdun.
- Danielle Mitterrand (1924 - 2011), épouse du président de la République François Mitterrand née à Verdun.

- Haut – A
- B
- C
- D
- E
- F
- G
- H
- I
- J
- K
- L
- M
- N
- O
- P
- Q
- R
- S
- T
- U
- V
- W
- X
- Y
- Z

## N
- Isabelle Nanty (1962 -), actrice, réalisatrice et metteur en scène née à Verdun.

- Haut – A
- B
- C
- D
- E
- F
- G
- H
- I
- J
- K
- L
- M
- N
- O
- P
- Q
- R
- S
- T
- U
- V
- W
- X
- Y
- Z

## P

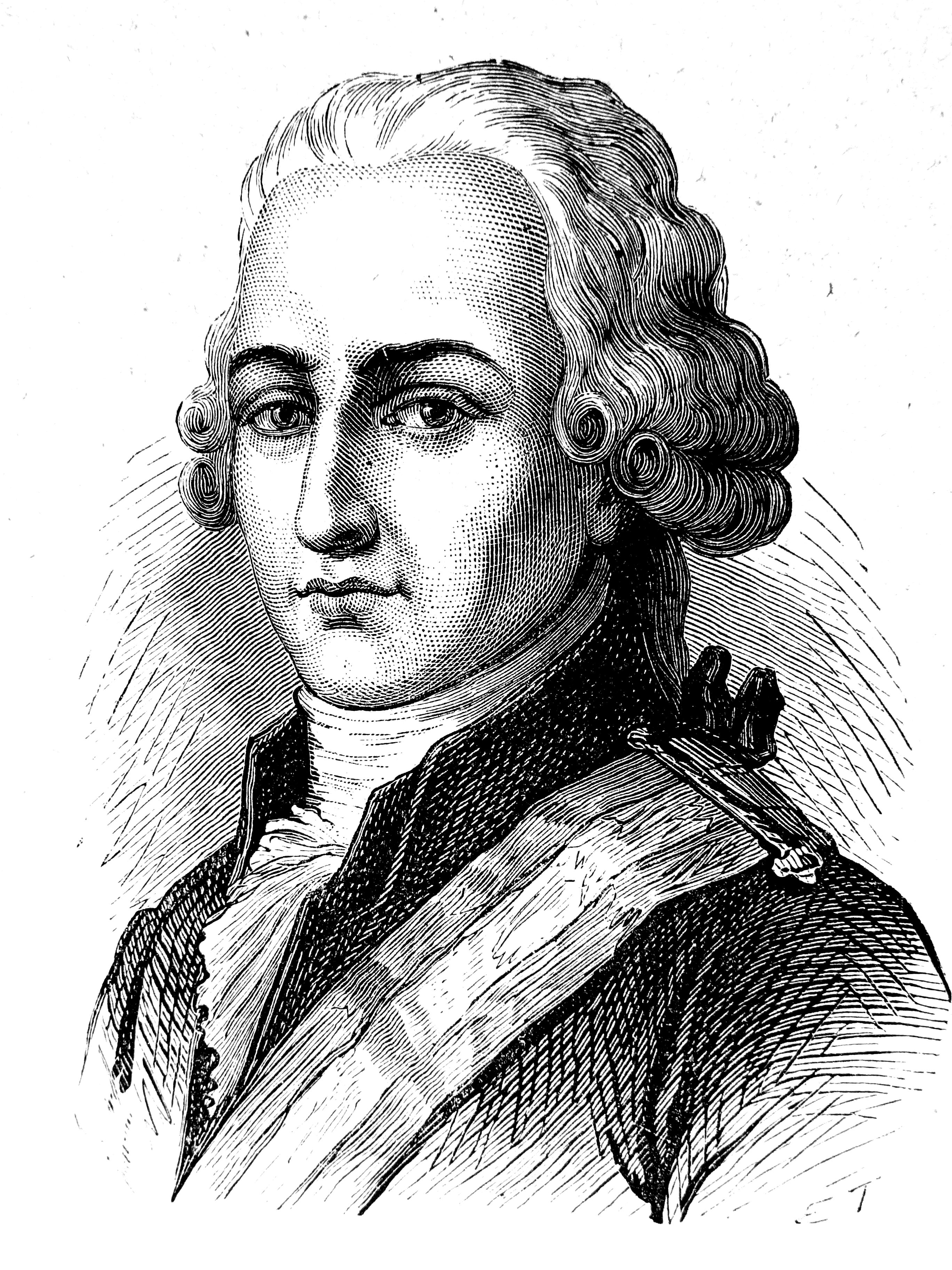
Jean-Nicolas Pache (1746-1823), homme politique.

- Jean-Nicolas Pache (1746 - 1823), homme politique, ministre de la Guerre, maire de Paris né à Verdun.
- Jean-Nicolas de Parival (1605 - 1669), historien et écrivain né à Verdun.
- Claude Petit Jean, musicien, compositeur, maître de chapelle à Verdun en 1575.
- Benjamin Petre (1990 -), joueur du rugby à XV évoluant au poste de talonneur né à Verdun.
- Gustave Pierre (1875 - 1939), artiste peintre et aquafortiste né à Verdun.

- Haut – A
- B
- C
- D
- E
- F
- G
- H
- I
- J
- K
- L
- M
- N
- O
- P
- Q
- R
- S
- T
- U
- V
- W
- X
- Y
- Z

## Q
- Jean-Baptiste-Maurice Quinault (1687 - 1745), acteur et musicien né à Verdun.

- Haut – A
- B
- C
- D
- E
- F
- G
- H
- I
- J
- K
- L
- M
- N
- O
- P
- Q
- R
- S
- T
- U
- V
- W
- X
- Y
- Z

## R
- Jacques Raulin (1795 - 1880), homme politique, sous-préfet de Montmédy, député de la Meuse, maire de Verdun, mort à Verdun.
- Hervé Revelli (1946 -), footballeur international évoluant au poste d'attaquant, sélectionné en équipe de France, entraîneur né à Verdun.
- Jean Richard (1639 - 1719), écrivain né à Verdun.
- Robert Richet (1920 -), homme politique, député des Côtes-du-Nord né à Verdun.
- Benjamin Rondeau (1983 -), athlète, spécialiste de l'aviron, médaillé olympique et champion du monde né à Verdun.
- Paul Louis Antoine de Rosières (1723 - 1794), lieutenant-général de la Révolution né à Verdun.
- Anthony Roux (1987 -), coureur cycliste, membre de l'équipe cycliste FDJ né à Verdun.
- Michel Rufin (1920 - 2002), homme politique, sénateur de la Meuse né à Verdun.
- Jean Victor Rouyer (1756 - 1818), général de brigade de la Révolution et de l'Empire né à Verdun.

- Haut – A
- B
- C
- D
- E
- F
- G
- H
- I
- J
- K
- L
- M
- N
- O
- P
- Q
- R
- S
- T
- U
- V
- W
- X
- Y
- Z

## S
- Saint Wandrille (v. 600-668), né en Verdunois, fondateur de l'abbaye normande qui porte son nom[1].
- André Savard (1911 - 1997), homme politique, député de la Meuse né à Verdun.
- François Schleiter (1911 - 1990), homme politique, secrétaire d'État, sénateur de la Meuse, maire de Verdun, né à Verdun.
- Jean-Baptiste Symon de Solémy (1746 - 1834), maréchal de camp né à Verdun.

- Haut – A
- B
- C
- D
- E
- F
- G
- H
- I
- J
- K
- L
- M
- N
- O
- P
- Q
- R
- S
- T
- U
- V
- W
- X
- Y
- Z

## T
- David Terrier (1973 -), footballeur international évoluant au poste de défenseur né à Verdun.
- Gérard Terrier (1948 -), homme politique, député de la Moselle né à Verdun.
- Édouard Thouvenel (1818 - 1866), homme politique et diplomate né à Verdun.

- Haut – A
- B
- C
- D
- E
- F
- G
- H
- I
- J
- K
- L
- M
- N
- O
- P
- Q
- R
- S
- T
- U
- V
- W
- X
- Y
- Z

## V
- René Valet (1890 - 1912), anarchiste, individualiste et illégaliste, membre de la bande à Bonnot né à Verdun.
- Hubert Vautrin (1764-1836), militaire, mort à Verdun
- Désiré de Verdun (v.480 - 554), 9e évêque de Verdun de 529 à 554, saint catholique, probablement mort à Verdun.
- Nicolas de Verdun (1130 - v.1205), orfèvre de l'art mosan né à Verdun.
- Pierre Vermeren (1966-), historie né à Verdunn.

- Haut – A
- B
- C
- D
- E
- F
- G
- H
- I
- J
- K
- L
- M
- N
- O
- P
- Q
- R
- S
- T
- U
- V
- W
- X
- Y
- Z

## W
- Antoine Watrinelle (1828 - 1913), sculpteur né à Verdun.